# Casser la voix
Singles de Patrick Bruel
Musique vieille
(1987) J'te l'dis quand même
(1989)
Pistes de Alors regarde
Même si on est fou Décalé
Casser la voix est une chanson de Patrick Bruel, parue sur son deuxième album Alors regarde. Elle est sortie le 2 octobre 1989 sous le label RCA Records en tant que premier single de l'album. Coécrit par Patrick Bruel et Gérard Presgurvic, ce tube va déclencher la « Bruelmania ».
En 1991, une version en public de la chanson est apparue sur l'album live de Bruel Si ce soir… et a été sortie en single en 1992.

## Histoire
En juillet 1989, Patrick Bruel n'a pas le moral : son premier album est un échec commercial et artistique et il ne sait pas dans quelle direction diriger sa carrière au cinéma. Impressionné par le concert de Jacques Higelin auquel il assiste aux Francofolies de la Rochelle, il a le sentiment d'être passé à côté d'une carrière de chanteur qui s'offrait à lui. Démoralisé, il marche dans les rues de la ville pendant toute la nuit. Rentré dans sa chambre d'hôtel vers 6 h du matin, il exprime sa rage et sa frustration en écrivant les paroles de Casser la voix d'un seul jet,.
En 1991, Patrick Bruel sort une version en public de Casser la voix sur la deuxième partie de l'album live Si ce soir…. Cette version sort en single l'année suivante et connaît par la suite un plus grand succès que la version studio dans les régions néerlandophones. Dans les classements néerlandais, elle atteint la huitième place, tandis qu'en Flandre elle atteint la 37e place.
Pour Patrick Bruel, Casser la voix, l'un de ses titres les plus personnels, « avant de devenir un succès, est d'abord un cri de désespoir ».

## Liste des titres
| A. | Casser la voix | 4:37 |
| B. | Flash Back     | 3:50 |

| A. | Casser la voix (Live)          | 4:47 |
| B. | Place des grands hommes (Live) | 4:35 |

## Accueil commercial
En France, le 25 novembre 1989, le single entre à la 27e place du Top 50 et y reste durant 19 semaines. Il se classe à la 3e position le 1er janvier 1990. Il s'est vendu à plus de 300 000 exemplaires.
Aux Pays-Bas, Casser la voix entre à la 86e place du Single Top 100 le 3 mars 1990, atteignant la 77e place la semaine suivante et reste dans le classement pendant cinq semaines. Elle ne réussit pas à atteindre le Nederlandse Top 40, restant à la 10e place du Tipparade. En 1992, la version live de la chanson obtient plus de succès dans le pays, atteignant la 8e place dans le Single Top 100 ainsi que le Nederlandse Top 40.
En Belgique néerlandophone, le 11 avril 1992, la version live de Casser la voix réussit à atteindre l'Ultratop 50, atteignant la 37e place. Elle reste dans le classement pendant deux semaines.